# Dolichomitus flacissimus
Dolichomitus flacissimus är en stekelart som beskrevs av Gauld, Ugalde och Paul E. Hanson 1998. Dolichomitus flacissimus ingår i släktet Dolichomitus och familjen brokparasitsteklar. Inga underarter finns listade i Catalogue of Life.